# Anna Karin Lundberg
Anna Karin Lundberg, född 5 september 1958, är en svensk jurist som var lagman i Mariestads tingsrätt från 2006 till 2009 samt i Skaraborgs tingsrätt från 2009 till 2023. 
Lundberg utnämndes 26 oktober 2006 till lagman i Mariestads tingsrätt. När tingsrätten upphörde 2009 blev hon lagman i den då nybildade Skaraborgs tingsrätt.